# Iris Luckhaus
Iris Luckhaus (* 1973 in Wuppertal) ist freiberufliche Illustratorin, Stylistin, Designerin und Autorin. 

## Leben
Iris Luckhaus studierte an der Universität der Künste Berlin (UdK) in der Modeklasse von Vivienne Westwood und arbeitet seit ihrem Diplomabschluss im Jahr 2000 in erster Linie illustrativ. Neben den unterschiedlichsten Auftragsarbeiten für Werbeagenturen, Spieleproduzenten, Firmenkunden, Magazine und Verlage hat sie in der Vergangenheit u. a. auch an der UdK Berlin Modeillustration unterrichtet. 
Zusammen mit Co-Autor Matthias Klesse schrieb Iris Luckhaus für den Hoffmann und Campe Verlag bislang zwei Bücher, Die wunderbare Welt der Lily Lux und das Lily Lux Notizbuch, und illustrierte diese auch. In Anthologien wie Illustration Now! (Taschen Verlag) oder Illusive (Gestalten Verlag) wird sie wiederholt als eine der „weltweit besten zeitgenössischen Illustratoren“ vorgestellt.
Iris Luckhaus lebt in Wuppertal, Berlin und teilweise in Paris und ist für verschiedene Kunden aus aller Welt tätig.

## Publikationen
- Die wunderbare Welt der Lily Lux, Hoffmann und Campe 2009
- Lily Lux Notizbuch, Hoffmann und Campe 2010

## Buchillustrationen (Auswahl)
- Mein Leben mit Mitsu, Marcel Magis, Brandneu Verlag 2005
- Lillesang – Das Geheimnis der dunklen Nixe, Nina Blazon, CBT 2014
- Die Balkantherapie für Liebe, Leib und Leben, Mimi Fiedler, MVG Verlag 2015
- Du hast das Wort, Schätzchen!, Rita Mielke, Duden-Verlag 2017
- Spuren lesen, Ulrike Fokken und Stefanie Argow, Quadriga 2020

## Anthologien (Auswahl)
- Freistil II, Hermann Schmidt Verlag 2005
- Illustration Now!, Taschen 2005
- Illustration Now! 2007 Diary, Taschen Verlag 2006
- Think Visually, AVA Publishing 2006
- ZEIXS Illustration, Feierabend Verlag 2007
- Laugh It Off Annual III, Laugh-It-Off Media 2007
- Illusive II, Die Gestalten Verlag 2007
- Illusive III, Die Gestalten Verlag 2009
- Hugh! Winnetou, Edition 52 2011
- Illustration Now! 2012 Calendar, Taschen Verlag 2012
- 52 Aces Pokerdeck, Feierabend Verlag 2012
- Bettgeschichten, Zwerchfell Verlag 2012
- ZEIXS Cube Illustration II, Feierabend Verlag 2013
- ZEIXS Cube Poster Design II, Feierabend Verlag 2013